# NGC 465
NGC 465 (również ESO 29-SC40) – gromada otwarta znajdująca się w gwiazdozbiorze Tukana. Odkrył ją James Dunlop 1 sierpnia 1826 roku. Gromada ta znajduje się w Małym Obłoku Magellana.